# Hoge Brug (Overschie)
De Hoge Brug is een stalen ophaalbrug over de Delfshavense Schie, in de deelgemeente Overschie in de Nederlandse gemeente Rotterdam.

## Geschiedenis
Op de plaats van de Hoge Brug ligt al sinds 1390 een brug. De eerste brug was een houten brug, die in 1579 werd vervangen door een nieuwe houten brug.
De huidige Hoge Brug stamt uit 1662 en maakte deel uit van de verbindingsweg van Delft via Overschie naar Schiedam. De brug bestaat uit vier gemetselde bogen en een stalen ophaalbrug. Deze ophaalbrug stamt uit 1925 en verving de dubbele ophaalbrug die er tot die tijd lag.

## Anno 2019
De Hoge Brug vormt een belemmering voor het scheepvaartverkeer. Direct ten noorden van de Hoge Brug komt de Delfshavense Schie uit in de Delftse Schie en moet het scheepvaartverkeer een haakse bocht maken. De doorvaartopening is daarom erg krap. De provincie Zuid-Holland heeft daarom een nieuwe vaargeul aangelegd, waarmee de twee haakse bochten in de Delftse Schie verdwijnen. De nieuwe vaargeul loopt vanaf de Hoge Brug via de dijk langs het bedrijventerrein Rotterdam Noord-West naar de Doenbrug. Toch zullen er geen grotere schepen gaan varen omdat de Hoge Brug een breedte heeft van 7.94 meter en een maximale diepgang van 2.50 meter.

## Fotogalerij

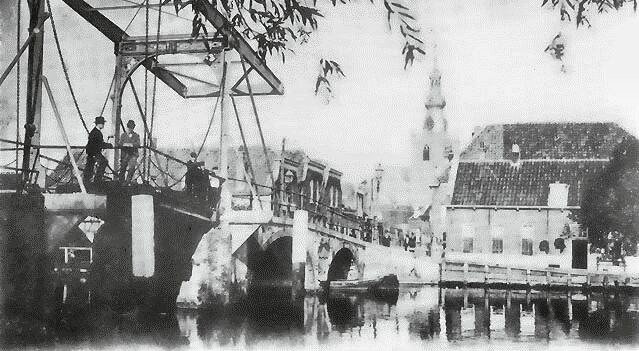
Hoge Brug rond 1900 met op de achtergrond de Hervormde Kerk van Overschie
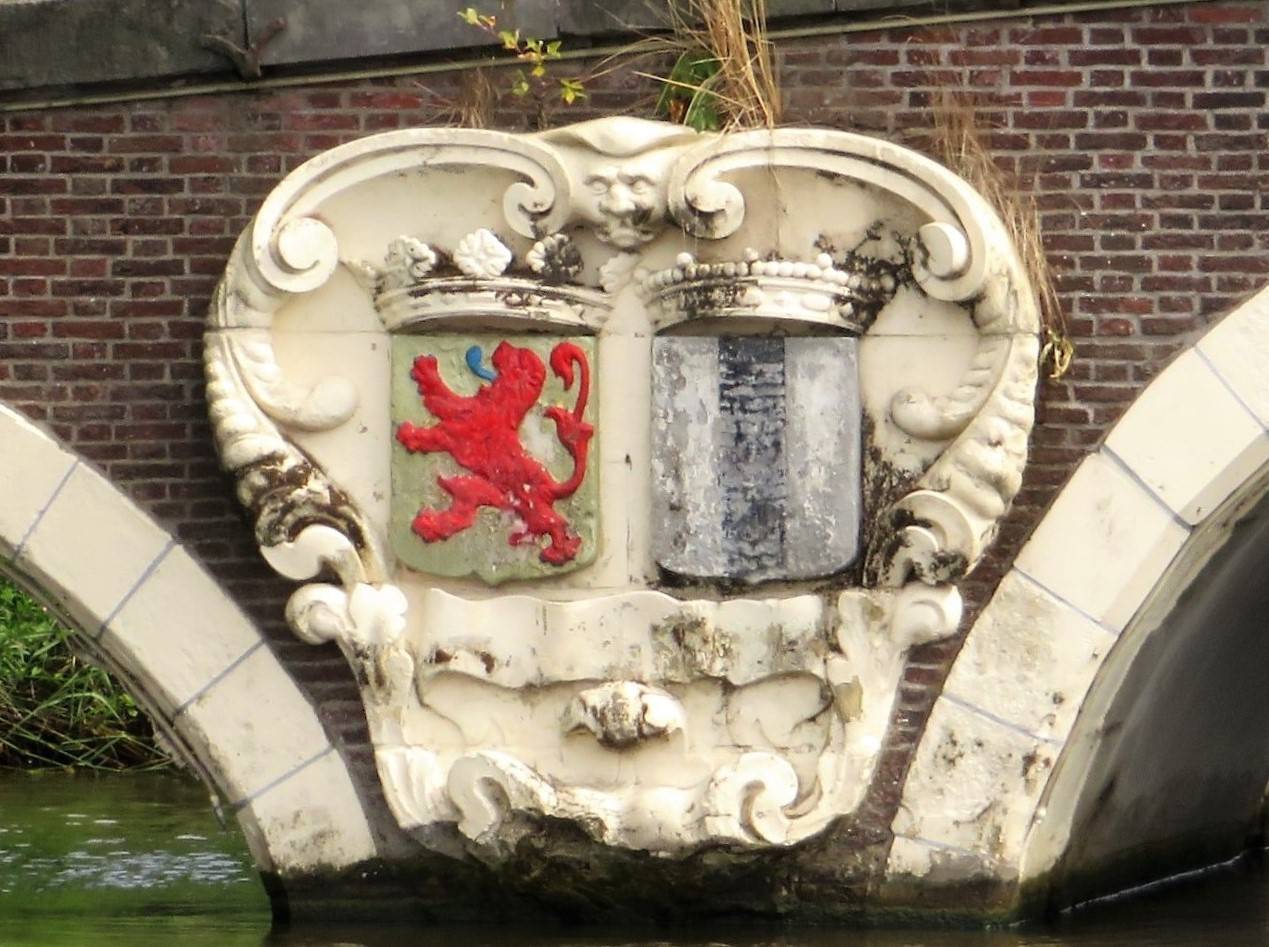
Versiering op de brug N.O. zijde.
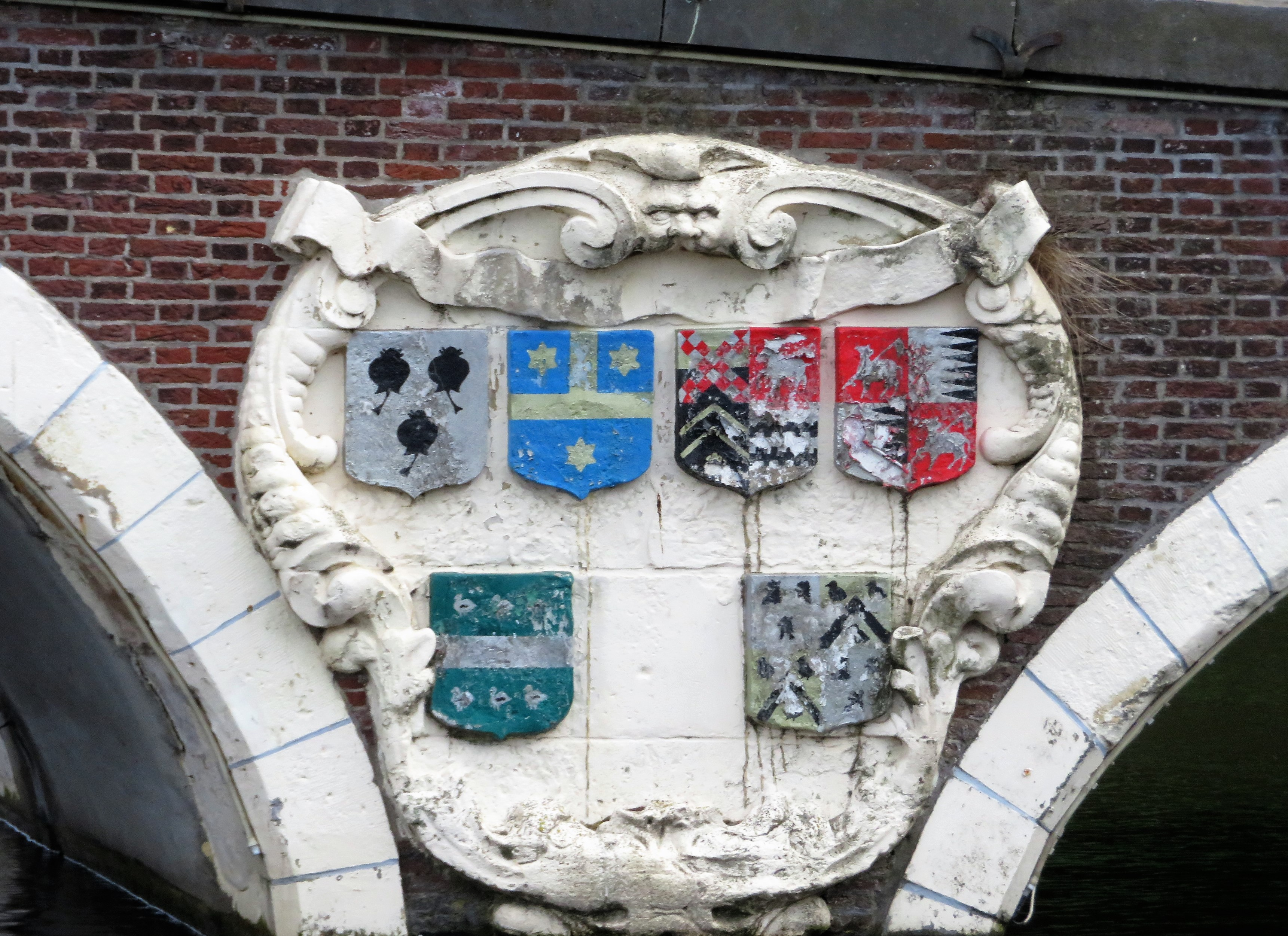
Versiering op de brug N.W. zijde.